# Primolius
Primolius és un gènere d'ocells de la família dels psitàcids (Psittacidae) que són originàris d'Amèrica del Sud. Les tres espècies són monotípiques.

## Descripció
Fan menys de 50 cm de llarg, molt més petits que els guacamais del gènere Ara. Són principalment lloros verds amb coloració complexa que inclou blaus, vermells i grocs. Tenen cues llargues, un gran bec corbat i la pell nua de la cara típica dels guacamayos en general. Els guacamais de menys d'uns 50 cm de llarg, inclòs el gènere Primolius, de vegades s'anomenen "mini-guacamais".

## Llistat d'espècies
Segons la Classificació del Congrés Ornitològic Internacional (versió 14.2, 2024) aquest gènere està format per tres espècies:
- guacamai capblau (Primolius couloni).
- guacamai colldaurat (Primolius auricollis).
- guacamai alablau (Primolius maracana).